# 庄司博一
庄司 博一（しょうじ ひろいち、1922年5月1日 - 2005年9月16日）は、元労働経済研究所所長、元法政大学社会学部講師。

## 来歴・人物
居住していた東京都新宿区富久町がバブル期に地上げで虫食い状態になり、再開発準備組合の理事長として2005年（平成17年）まで、復興活動に努める。
1922年（大正11年）5月1日和歌山県日高郡南部町（現・みなべ町）に生まれる。
　
2005年（平成17年）9月16日、肺がんのため逝去。享年83。
長男：庄司渉、次男：庄司悟。

## 著書
- 老齢保障と調整年金（吉田 秀夫と共著）労働旬報社　1967
- 最新年金問題のすべて あけび書房　1984/2
- どうなる あなたの年金―年金実務の手引き今後の闘いの課題 (シリーズ・1億人の老後 (4)) あけび書房　1985/9
- 年金のはなし（公文昭夫と共著）新日本新書　1990/3
- 年金を知る本（公文昭夫と共著）新日本出版社　1995/9
- 年金をどうする!―基礎知識&改革方向（公文昭夫と共著）新日本出版社　2000/12